# Øster Hjermitslev
Øster Hjermitslev Kirkedistrikt is een parochie van de Deense Volkskerk in de Deense gemeente Brønderslev. De parochie maakt deel uit van het bisdom Aalborg en telt 451 kerkleden op een bevolking van 451 (2004).
Agersted · Aså · Brønderslev · Dorf · Dronninglund · Hallund · Hellevad · Hellum · Hjallerup · Jerslev · Melholt · Mylund · Ørum · Øster Brønderslev · Øster Hjermitslev · Serritslev · Stenum · Tise · Tolstrup · Voer